# Ling Shan (berg i Kina, Jiangxi)
Ling Shan är ett berg i Kina. Det ligger i provinsen Jiangxi, i den sydöstra delen av landet, omkring 190 kilometer öster om provinshuvudstaden Nanchang. Toppen på Ling Shan är 1 496 meter över havet.
Ling Shan är den högsta punkten i trakten. Runt Ling Shan är det ganska tätbefolkat, med 239 invånare per kvadratkilometer. Närmaste större samhälle är Qingshui, 9,4 km öster om Ling Shan. I omgivningarna runt Ling Shan växer i huvudsak blandskog.
Genomsnittlig årsnederbörd är 2 757 millimeter. Den regnigaste månaden är juni, med i genomsnitt 493 mm nederbörd, och den torraste är oktober, med 41 mm nederbörd.